# 神山町立神山東中学校
神山町立神山東中学校（かみやまちょうりつ かみやまひがしちゅうがっこう）は、徳島県名西郡神山町阿野字広野にある公立中学校。
生徒数の減少などの理由で2016年3月31日をもって休校し、同年4月1日に神山町立神山中学校に統合した。

## 基礎データ
全校生徒数
- 約？人（2015年度（平成27年度）当時）[1]

全卒業生数　
- 3,505人（2015年度（平成27年度）まで）[1]

交通機関
- 徳島バス神山線（名東経由・延命経由）「広野」バス停下車、徒歩約2分。

※閉校当時。名東経由は2022年10月1日に廃止された。

## 沿革
- 1947年（昭和22年）4月1日 - 徳島県名西郡阿野村広野中学校を創立。
- 1955年（昭和30年）3月31日 - 合併し神山町となり神山町広野中学校と改称。
- 1970年（昭和45年）4月1日 - 神山町神山東中学校と改称。
- 2016年（平成28年）
  - 3月24日 - 休校式典挙行。[1]
  - 3月31日 - 休校。
  - 4月1日 - 神山町立神山中学校に統合。

## 校訓
- 至誠

## 校歌
- 作詞: 武市章
- 作曲: 樫本滋郎

## 関連学校
- 神山町立広野小学校